# トヨタ・イゾア
イゾア（IZOA、奕泽）は、天津一汽トヨタ自動車が製造・販売しているSUVである。

## 沿革
2019年4月16日、上海モーターショーにて「IZOA EV」を世界初公開。
2020年4月16日に、中国の上海モーターショーにおいてC-HR及びIZOAの電気自動車モデルが世界初披露された。トヨタブランドとして初めて中国向けに導入される電気自動車となり、2020年の販売開始がアナウンスされた。天津市の警察ではパトロールカーとして採用されている。

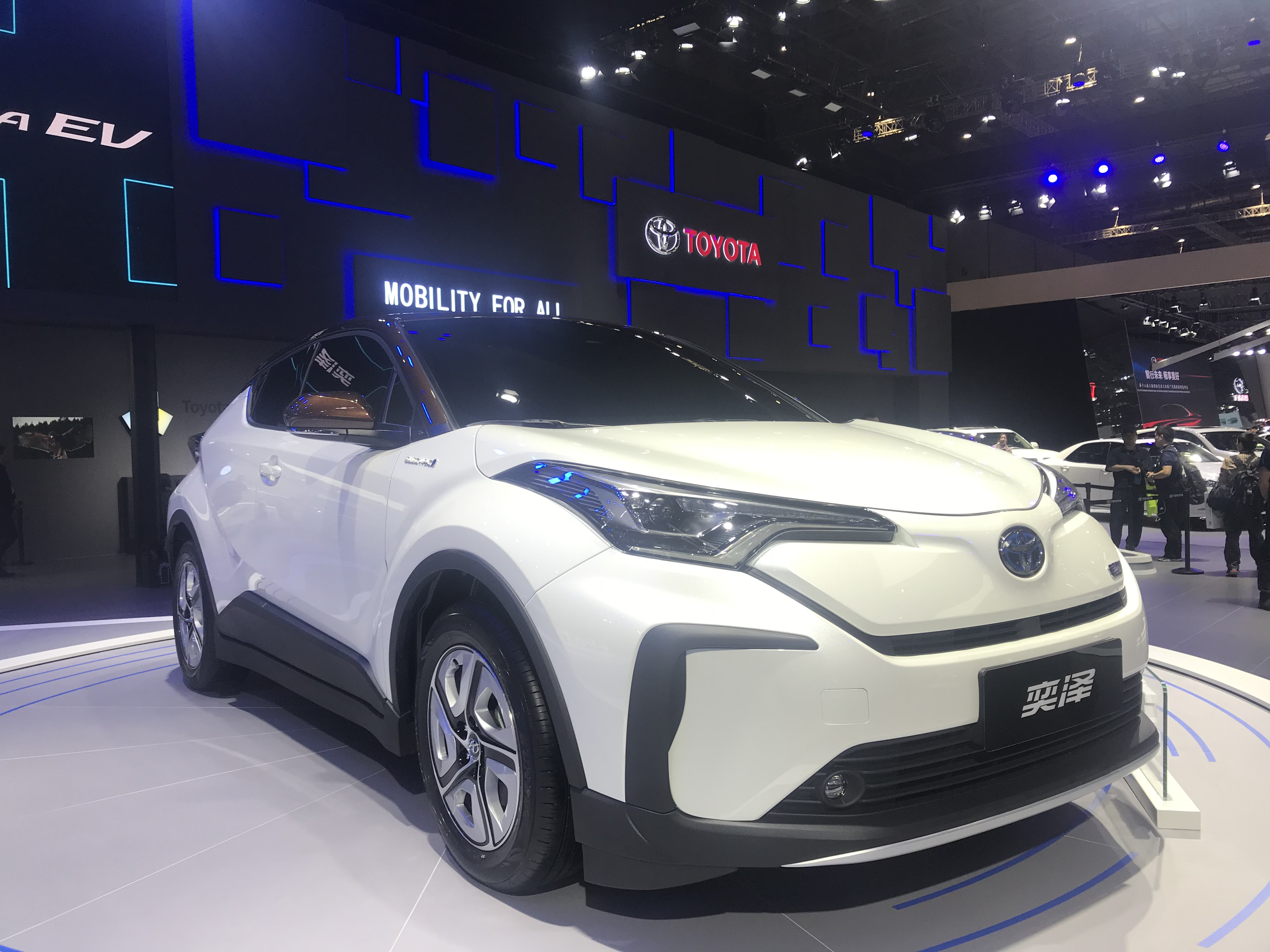
イゾアEV（フロント）
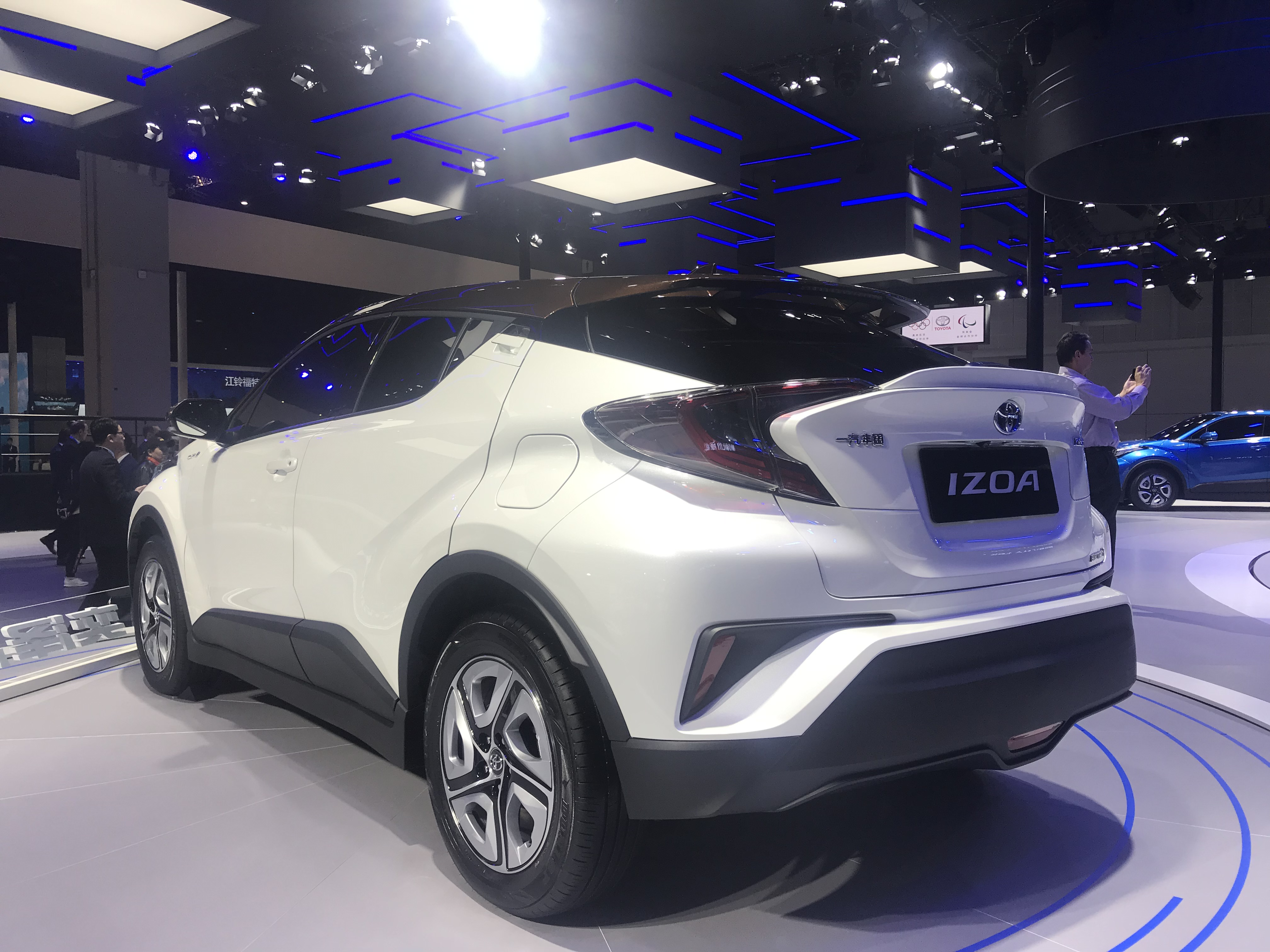
イゾアEV（リア）